# Blake DeWitt
Blake Robert DeWitt (né le 20 août 1985 à Sikeston, Missouri, États-Unis) est un joueur de baseball évoluant en Ligue majeure avec les Cubs de Chicago. Joueur d'utilité, DeWitt évolue au deuxième but, au troisième but et au poste de voltigeur.

## Biographie
Blake DeWitt s'illustre au baseball dès ses études secondaires à la Sikeston High School à Sikeston (Missouri). Il enregistre une moyenne au bâton de 0,558 pour 15 coups de circuit lors de la saison 2004 avec les Sikeston Billdogs et est désigné parmi les meilleurs espoirs du pays par Baseball America et Associated Press.
DeWitt est drafté le 7 juin 2004 par les Dodgers de Los Angeles au premier tour de sélection (28e choix). Il renonce à des études supérieures programmées à Georgia Tech et sengage avec les Dodgers le 16 juin en empochant un bonus à la signature de 1,2 million de dollars.
Il passe quatre saisons en Ligues mineures sous les couleurs des Ogden Raptors (R, 2004), Columbus Catfish (A, 2005), Vero Beach Dodgers (A+, 2005-2006), Jacksonville Suns (AA, 2006-2007) et Inland Empire 66ers (A+, 2007).
DeWitt fait ses débuts en Ligue majeure sous l'uniforme des Dodgers le 31 mars 2008 en raison des absences sur blessure des trois joueurs aptes à jouer à ce poste : Nomar Garciaparra, Andy LaRoche et Tony Abreu. Il saisit sa chance, et opère comme titulaire du poste jusqu'à l'arrivée chez les Dodgers de Casey Blake. DeWitt termine la saison de Triple-A avec les Las Vegas 51s où il travaille sur sa polyvalence en occupant le deuxième but. Il retrouve les Majeures en fin de saison et prend part aux séries éliminatoires.
Barré par de solides titulaires aux deuxième et troisième but, DeWitt doit se contenter de disputer 31 matchs en Ligues majeures en 2009 et joue principalement en Triple-A avec les Albuquerque Isotopes.
Le 31 juillet 2010, les Cubs échangent l'arrêt-court Ryan Theriot et le vétéran lanceur gaucher Ted Lilly aux Dodgers de Los Angeles pour obtenir Blake DeWitt et deux lanceurs droitiers des ligues mineures, Kyle Smit et Brett Wallach.

## Statistiques
| Saison | Équipe       | G   | AB  | R  | H   | 2B | 3B | HR | RBI | SB | BA    |
| ------ | ------------ | --- | --- | -- | --- | -- | -- | -- | --- | -- | ----- |
| 2008   | LA Dodgers   | 117 | 368 | 45 | 97  | 13 | 2  | 9  | 52  | 3  | 0,264 |
| 2009   | LA Dodgers   | 31  | 49  | 4  | 10  | 3  | 0  | 2  | 4   | 0  | 0,204 |
| 2010   | LA Dodgers   | 82  | 256 | 29 | 69  | 15 | 4  | 1  | 30  | 2  | 0,270 |
| 2010   | Chicago Cubs | 53  | 184 | 18 | 46  | 9  | 1  | 4  | 22  | 1  | 0,250 |
| Totaux | Totaux       | 283 | 857 | 96 | 222 | 40 | 7  | 16 | 108 | 6  | 0,259 |

| Saison | Équipe     | G | AB | R | H | 2B | 3B | HR | RBI | SB | BA    |
| ------ | ---------- | - | -- | - | - | -- | -- | -- | --- | -- | ----- |
| 2008   | LA Dodgers | 8 | 24 | 2 | 4 | 2  | 1  | 0  | 6   | 0  | 0,167 |
| Totaux | Totaux     | 8 | 24 | 2 | 4 | 2  | 1  | 0  | 6   | 0  | 0,167 |

Note : G = Matches joués ; AB = Passages au bâton; R = Points ; H = Coups sûrs ; 2B = Doubles ; 3B = Triples ; 
HR = Coup de circuit ; RBI = Points produits ; SB = Buts volés ; BA = Moyenne au bâton.